# City of Blinding Lights
City of Blinding Lights è un singolo del gruppo musicale irlandese U2, pubblicato il 6 giugno 2005 come quarto estratto dall'undicesimo album in studio How to Dismantle an Atomic Bomb.
Nel 2006 il brano è stato premiato con un Grammy Award alla miglior canzone rock.

## Descrizione
Riguardo l'ispirazione per comporre la canzone, il cantante Bono ha dichiarato che gli venne proprio in occasione di un loro concerto a New York durante l'Elevation Tour, poche settimane dopo gli attentati dell'11 settembre 2001. Quando le luci si sono accese, riusciva a vedere le lacrime scorrere sui visi dei fan.
La canzone ha aperto gran parte dei concerti del Vertigo Tour con Adam Clayton a suonare la tastiera. Durante un concerto promozionale a New York, sotto il Ponte di Brooklyn, Bono ha ricordato quando la band arrivò per la prima volta in città, nel 1980, dicendo: "È stato un momento incredibilmente magico per le nostre vite". Introducendo City of Blinding Lights ha aggiunto: "Questa è una canzone che parla dell'innocenza e della spontaneità".

## Utilizzo
Il brano è stato usato come colonna sonora da Barack Obama durante l'annuncio della propria candidatura come Presidente degli Stati Uniti d'America, avvenuto a Springfield il 10 febbraio 2007 e suonata prima del suo discorso al convegno del Partito Democratico nel 2008. Gli U2 l'hanno eseguita live anche durante We are One, la cerimonia di insediamento del neopresidente eletto, il 18 gennaio 2009.

## Video musicale
Il videoclip è stato registrato durante la tappa del Vertigo Tour al General Motors Place di Vancouver nell'aprile del 2005.

## Tracce
Testi di Bono, musiche degli U2.
CD singolo – parte 1 (Regno Unito)
1. City of Blinding Lights (Radio Edit) – 4:11
2. All Because of You (Killahurtz Fly Mix) – 5:40

CD singolo – parte 2 (Regno Unito)
1. City of Blinding Lights (Radio Edit) – 4:11
2. The Fly (Live at 'Stop Sellafield' Concert) – 4:38
3. Even Better Than the Real Thing (Live at 'Stop Sellafield' Concert) – 3:50

DVD (Regno Unito)
1. City of Blinding Lights (Live at Brooklyn Bridge) (Video) – 6:53
2. Sometimes You Can't Make It on Your Own (Video) – 4:40
3. City of Blinding Lights (Audio) – 5:46

## Formazione
Gruppo
- Bono – voce, pianoforte
- The Edge – chitarra, pianoforte, cori
- Adam Clayton – basso
- Larry Mullen – batteria

Altri musicisti
- Fabien Waltmann – programmazione
- Jacknife Lee – sintetizzatore

Produzione
- Flood – produzione
- Chris Thomas – produzione aggiuntiva
- Jacknife Lee – produzione aggiuntiva
- Carl Glanville – registrazione
- Chris Heaney – assistenza alla registrazione
- Kieran Lynch – assistenza alla registrazione
- Nellee Hopper – missaggio
- Simon Gogerly – ingegneria del suono
- Greg Collins – ingegneria del suono
- Ian Rossiter – assistenza al missaggio
- Arnie Acosta – mastering

## Classifiche
| Classifica (2005)               | Posizione massima |
| ------------------------------- | ----------------- |
| Australia                       | 31                |
| Austria                         | 28                |
| Belgio (Fiandre)                | 29                |
| Belgio (Vallonia)               | 23                |
| Canada                          | 2                 |
| Danimarca                       | 2                 |
| Europa                          | 7                 |
| Francia                         | 89                |
| Germania                        | 24                |
| Irlanda                         | 8                 |
| Italia                          | 5                 |
| Paesi Bassi                     | 3                 |
| Regno Unito                     | 2                 |
| Spagna                          | 1                 |
| Stati Uniti (adult alternative) | 3                 |
| Stati Uniti (pop)               | 40                |
| Svezia                          | 8                 |
| Svizzera                        | 41                |